# Castello di Burio
Il castello di Burio è un castello situato nella frazione Burio, a Costigliole d'Asti, in provincia di Asti. È il secondo grande maniero della zona, dopo il castello di Costigliole d'Asti.

## Collocazione
Ubicato su una collina posta a sud di Costigliole d'Asti in prossimità del confine fra Langhe e Monferrato, alla confluenza dei torrenti Tinella e Nizza, dista un paio di chilometri dalla cittadina ed è circondato da campi coltivati prettamente a vigneto.

## Struttura
Di struttura tipicamente astigiano-monferrina, dopo essere caduto in abbandono, è stato restaurato a partire dal 1980.
È posizionato su di un terrapieno a forma poligonale delimitata da scarpate e si presenta, per dimensione e tipologia, come un insieme di costruzioni dai corpi risalenti a epoche differenti. Al nucleo originale fortificato si sono affiancati, a partire dal XVII secolo, diversi fabbricati la cui architettura risulta talvolta contrastante. A delimitare il complesso sono le torri, gli edifici più antichi ed un ponte levatoio.
Il ponte levatoio conduce ad un cortile interno che porta a sua volta ad una galleria sotterranea, non visitabile, mentre la torre di forma ottagonale è dotata di una scala a chiocciola.

## Storia
Secondo la leggenda, il castello prende il nome, così come la località in cui sorge, dall'antico ceppo ligure degli euburiati. Nel patto di fedeltà tra gli abitanti di Costigliole a la città di Asti datato 13 luglio 1198, tra i nomi dei personaggi abbienti che giurarono fedeltà compare un tale Guglielmo dei Burri, dunque probabilmente proveniente da Burio; tale personaggio potrebbe essere il più antico esponente della famiglia Borio (di Costigliole, Tigliole e Novello). Si sa che appartenne ai Pallidi fino alla fine del XVI secolo.
Non ha mai ricoperto una funzione particolarmente strategica, essendo destinato prettamente ad uso agricolo. In epoca medioevale è stato di proprietà delle diverse famiglie astigiane che ricoprirono la Signoria di Burio, dai Pelletta ai Roero, dai Malabayla ai Pallio. In questo senso divenne centro vitale del possesso fondiario.
Nel XVII secolo fu al centro della guerra fra la Spagna e l'esercito guidato dal duca Carlo Emanuele I di Savoia.
Nei secoli successivi passò alla famiglia Asinari, prima che la proprietà venisse frazionata in quote, poi unificate e riacquisite nel XX secolo dal conte Luigi Lanzavecchia.
Divenuto dimora privata e acquisita una funzione ad uso turismo, è adibito a luogo di manifestazioni culturali ed artistiche, tanto da essere inserito nel circuito dei "Castelli Aperti" del Basso Piemonte.